# Polônia nos Jogos Olímpicos de Verão de 2012
A Polônia competiu nos Jogos Olímpicos de Verão de 2012, que aconteceram na cidade de Londres, no Reino Unido, de 27 de julho até 12 de agosto de 2012.

## Medalhas
| Atleta           | Esporte        | Evento               | Medalha |
| ---------------- | -------------- | -------------------- | ------- |
| Adrian Zieliński | Halterofilismo | Até 85 kg masculino  | Ouro    |
| Bartłomiej Bonk  | Halterofilismo | Até 105 kg masculino | Bronze  |

## Desempenho

### Atletismo
Masculino
| Atleta            | Evento                | Preliminar | Preliminar | Quartas-de-final | Quartas-de-final | Semifinal   | Semifinal   | Final       | Final       |
| Atleta            | Evento                | Marca      | Posição    | Marca            | Posição          | Marca       | Posição     | Marca       | Posição     |
| ----------------- | --------------------- | ---------- | ---------- | ---------------- | ---------------- | ----------- | ----------- | ----------- | ----------- |
| Dariusz Kuc       | 100 m                 | BYE        | BYE        | 10s24            | 3º/bat. 4        | Não avançou | Não avançou | Não avançou | Não avançou |
| Szymon Ziółkowski | Lançamento de martelo | 76,22m q   | 7º         |                  |                  |             |             | 77,10m      | 7º          |

### Badminton
Masculino
| Atleta           | Prova   | Ronda dos 64           | Ronda dos 32           | Ronda dos 16           | Quartos-finais         | Semifinais             | Final                  | Final |
| Atleta           | Prova   | Adversário e resultado | Adversário e resultado | Adversário e resultado | Adversário e resultado | Adversário e resultado | Adversário e resultado | Pos.  |
| ---------------- | ------- | ---------------------- | ---------------------- | ---------------------- | ---------------------- | ---------------------- | ---------------------- | ----- |
| Przemysław Wacha | Simples |                        |                        |                        |                        |                        |                        |       |

### Canoagem slalom
Masculino
| Atleta                            | Evento | Preliminar | Preliminar | Preliminar | Preliminar | Semifinais | Semifinais | Final       | Final       |
| Atleta                            | Evento | Descida 1  | Descida 2  | Total      | Posição    | Tempo      | Posição    | Tempo       | Posição     |
| --------------------------------- | ------ | ---------- | ---------- | ---------- | ---------- | ---------- | ---------- | ----------- | ----------- |
| Grzegorz Kiljanek                 | C-1    | 101s03     | 93s50      | 93s50      | 8º         | 106s14     | 9º         | Não avançou | Não avançou |
| Piotr Szczepański Marcin Pochwała | C-2    | 105s58     | 101s00     | 101s00     | 5º         | 109s81     | 4º         | 110s51      | 5º          |
| Mateusz Polaczyk                  | K-1    | 88s51      | 88s60      | 88s51      | 7º         | 96s36      | 2º         | 96s14       | 4º          |

Feminino
| Atleta             | Evento | Preliminar | Preliminar | Preliminar | Preliminar | Semifinais | Semifinais | Final  | Final   |
| Atleta             | Evento | Descida 1  | Descida 2  | Total      | Posição    | Tempo      | Posição    | Tempo  | Posição |
| ------------------ | ------ | ---------- | ---------- | ---------- | ---------- | ---------- | ---------- | ------ | ------- |
| Natalia Pacierpnik | K-1    | 110s58     | 102s38     | 102s38     | 9º         | 107s79     | 1º         | 115s08 | 7º      |

### Halterofilismo
Masculino
| Atleta            | Evento | Arranque (kg) | Arremesso (kg) | Total (kg) | Posição           |
| ----------------- | ------ | ------------- | -------------- | ---------- | ----------------- |
| Krzysztof Zwarycz | -77kg  | 150,0         | 182,0          | 332,0      | 7º                |
| Adrian Zieliński  | -85kg  | 174,0         | 211,0          | 385,0      | Medalha de ouro   |
| Arsen Kasabijew   | -94kg  | 170,0         | DNF            | DNF        | DNF               |
| Tomasz Zieliński  | -94kg  | 175,0         | 210,0          | 385,0      | 9º                |
| Marcin Dołęga     | -105kg | DNF           | DNF            | DNF        | DNF               |
| Bartłomiej Bonk   | -105kg | 190,0         | 220,0          | 410,0      | Medalha de bronze |

Feminino
| Atleta                | Evento | Arranque (kg) | Arremesso (kg) | Total (kg) | Posição |
| --------------------- | ------ | ------------- | -------------- | ---------- | ------- |
| Aleksandra Klejnowska | -53kg  | 84,0          | 112,0          | 196,0      | 7º      |
| Joanna Łochowska      | -53kg  | 84,0          | 107,0          | 191,0      | 12º     |
| Ewa Mizdal            | 104,0  | -75kg         | 127,0          | 231,0      | 7º      |

### Natação(18 atletas)
Masculino
| Atletas          | Evento     | Eliminatórias | Eliminatórias | Semifinal   | Semifinal   | Final       | Final       |
| Atletas          | Evento     | Tempo         | Posição       | Tempo       | Posição     | Tempo       | Posição     |
| ---------------- | ---------- | ------------- | ------------- | ----------- | ----------- | ----------- | ----------- |
| Kacper Majchrzak | 50 m livre | 23s00         | 33º           | Não avançou | Não avançou | Não avançou | Não avançou |

Feminino
| Atletas              | Evento          | Eliminatórias | Eliminatórias | Semifinal   | Semifinal   | Final       | Final       |
| Atletas              | Evento          | Tempo         | Posição       | Tempo       | Posição     | Tempo       | Posição     |
| -------------------- | --------------- | ------------- | ------------- | ----------- | ----------- | ----------- | ----------- |
| Katarzyna Wilk       | 100 m livre     | 56s13         | 27º           | Não avançou | Não avançou | Não avançou | Não avançou |
| Alicja Tchorz        | 100 m costas    | 1min01s44     | 25º           | Não avançou | Não avançou | Não avançou | Não avançou |
| Alicja Tchorz        | 200 m costas    | 2min14s02     | 29º           | Não avançou | Não avançou | Não avançou | Não avançou |
| Otylia Jędrzejczak   | 100 m borboleta | 59s31         | 25º           | Não avançou | Não avançou | Não avançou | Não avançou |
| Otylia Jędrzejczak   | 200 m borboleta | 2min09s33 Q   | 16º           | 2min13s09   | 16º         | Não avançou | Não avançou |
| Karolina Szczepaniak | 400 m medley    | 4min52s50     | 31º           |             |             | Não avançou | Não avançou |

### Remo
Masculino
| Equipe | Evento        | Eliminatórias | Eliminatórias | Repescagem | Repescagem | Quartas | Quartas  | Semifinal | Semifinal | Final   | Final                |
| Equipe | Evento        | Tempo         | Posição       | Tempo      | Posição    | Tempo   | Posição  | Tempo     | Posição   | Tempo   | Posição (Pos. final) |
| --- | ------------- | ------------- | ------------- | ---------- | ---------- | ------- | -------- | --------- | --------- | ------- | -------------------- |
| Michał Słoma | Skiff simples | 6m54s58       | 3º Q          | BYE        | BYE        | 7m21s55 | 5º S C/B | 7m39s00   | 3º FC     | 7m34s98 | 5º (17º)             |
| Wojciech Gutorski Jarosław Godek | Dois sem      | 6m19s98       | 3º S          | BYE        | BYE        |         |          | 7m04s58   | 4º FB     | 6m56s00 | 4º (10º)             |
| Marcin Brzezinski Piotr Juszczak Mikolaj Burda Piotr Hojka Zbigniew Schodowski Michal Szpakowski Krystian Aranowski Rafal Hejmej Daniel Trojanowski (tim.) | Oito com      | 5m35s64       | 3º R          | 5m30s34    | 5º FB      |         |          |           |           | 5m57s67 | 1º (7º)              |

### Tiro com arco
| Atleta            | Prova                | Rodada de classificação | Rodada de classificação | Ronda dos 64                            | Ronda dos 32                              | Ronda dos 16                | Quartos-finais         | Semifinais             | Final                  | Final       |
| Atleta            | Prova                | Placar                  | Pos.                    | Adversário e resultado                  | Adversário e resultado                    | Adversário e resultado      | Adversário e resultado | Adversário e resultado | Adversário e resultado | Pos.        |
| ----------------- | -------------------- | ----------------------- | ----------------------- | --------------------------------------- | ----------------------------------------- | --------------------------- | ---------------------- | ---------------------- | ---------------------- | ----------- |
| Rafał Dobrowolski | Individual masculino | 672                     | 14º                     | BRA D. Xavier V 0-2, 2-0, 2-0, 1-1, 2-0 | IND R. Banerjee V 1-1, 2-0, 0-2, 2-0, 2-0 | KOR J-H. Oh D 0-2, 0-2, 0-2 | Não avançou            | Não avançou            | Não avançou            | Não avançou |
| Natalia Leśniak   | Individual feminino  | 639                     | 38º                     | CHN J. Xu D 0-2, 0-2, 2-0, 0-2          | Não avançou                               | Não avançou                 | Não avançou            | Não avançou            | Não avançou            | Não avançou |

### Triatlo
| Atleta           | Evento    | Natação (1,5 km) | Ciclismo (40 km) | Corrida (10 km) | Tempo total | Posição |
| ---------------- | --------- | ---------------- | ---------------- | --------------- | ----------- | ------- |
| Marek Jaskółka   | Masculino | 17m58            | 59m45            | 33m45           | 1h52m38     | 47º     |
| Agnieszka Jerzyk | Feminino  | 20m28            | 1h07m29          | 34m55           | 2h02m52     | 25º     |
| Maria Cześnik    | Feminino  | 19m28            | 1h07m17          | 36m09           | 2h04m09     | 31º     |